# Fred M. Westfield
Fred Meinhard Westfield (geboren als Fritz Westfeld am 7. November 1926 in Essen; gestorben am 24. April 2019 in Nashville, Tennessee) war ein US-amerikanischer Ökonom.

## Leben
Fritz Westfelds Vater Dietrich Westfeld, Bruder des Kunsthändlers Walter Westfeld und des Malers Max Westfeld, stammte aus Herford, er arbeitete als Rechtsanwalt in Essen. Seine Mutter Grete Stern stammte aus Steele, sie wurde als Jüdin im nationalsozialistischen Deutschland verfolgt. Westfeld musste 1939 den Schulbesuch abbrechen, als er mit einem Kindertransport nach England gebracht wurde. Auch seine Eltern und sein jüngerer Bruder konnten fliehen, und der Familie gelang 1940 die Überfahrt in die USA, wo Westfield 1940 die US-amerikanische Staatsbürgerschaft erhielt. Er absolvierte die Highschool und diente 1945/46 in der US-Army. Von 1947 bis 1950 studierte er an der Vanderbilt University und ging anschließend ans Massachusetts Institute of Technology (MIT), wo er 1957 in Ökonomie bei Paul A. Samuelson promoviert wurde. Ab 1953 war er Assistent an der Northwestern University, er wurde dort 1960 Associate Professor. Im Jahr 1965 erhielt er eine Wirtschaftsprofessur an der Vanderbilt University, 1998 wurde er emeritiert.
Westfield war wiederholt als Gastprofessor eingeladen. Er erhielt außerdem vielfältige Forschungsaufträge. 1968 wurde er als Präsidentenberater berufen, von 1970 bis 1972 arbeitete er für die Weltbank. Westfield war Mitglied der Royal Economic Society und der Econometric Society.